# Nomius
Nomius is een geslacht van kevers uit de familie van de loopkevers (Carabidae). De wetenschappelijke naam van het geslacht is voor het eerst geldig gepubliceerd in 1835 door Laporte.

## Soorten
Het geslacht Nomius omvat de volgende soorten:
- Nomius madagascariensis Basilewsky, 1967
- Nomius pygmaeus Dejean, 1831
- Nomius schoutedeni Basilewsky, 1954